# Порто-Реканаті
Порто-Реканаті (італ. Porto Recanati) — муніципалітет в Італії, у регіоні Марке,  провінція Мачерата.
Порто-Реканаті розташоване на відстані близько 200 км на північний схід від Рима, 24 км на південний схід від Анкони, 23 км на північний схід від Мачерати.
Населення — 12 497 осіб (2014).
Щорічний фестиваль відбувається 29 серпня. Покровитель — святий Іван Хреститель.

## Демографія
Населення за роками:

Станом на 1 січня 2023 року в муніципалітеті офіційно проживало 2136 іноземців з 66 країн, серед них 224 громадяни країн Євросоюзу та 67 громадян України.

## Уродженці
- Беньяміно Ді Джакомо (*1935) — італійський футболіст, нападник, нападник, згодом — футбольний тренер.

## Сусідні муніципалітети
- Кастельфідардо
- Лорето
- Нумана
- Потенца-Пічена
- Реканаті